# Hispano-Suiza 12Y
El Hispano-Suiza 12Y fue un motor aeronáutico producido por la firma Hispano-Suiza para el Armée de l'air francés en el periodo de entreguerras. El HS. 12Y se convirtió en el principal motor francés de la categoría 1000 hp (750 kW) y se utilizó en varios aviones que más tarde serían famosos, incluidos los cazas Morane-Saulnier MS.406 y Dewoitine D.520.
Su diseño se basó en el anterior, y algo más pequeño Hispano-Suiza 12X que no tuvo un uso generalizado antes de que el HS.12Y lo reemplazara y se convirtiera en uno de los diseños de motores de aviación franceses de mayor potencia del periodo de entreguerras. El desarrollo posterior Hispano-Suiza 12Z acababa de entrar en producción, pero esto terminó con la caída de Francia y la ocupación alemana.
El HS.12Y fue producido bajo licencia de Hispano-Suiza en la Unión Soviética como Klimov M-100. Su diseño y posterior desarrollo condujo a la exitosa serie Klimov M-103/M-105 que propulsó a los cazas Yakovlev y algunos modelos Lavochkin-Gorbunov-Goudkov, así como Petlyakov. La producción con licencia de los primeros modelos también se llevó a cabo en Checoslovaquia como Avia HS 12Ydrs y en Suiza como HS-77.

## Diseño y desarrollo
Desarrollo temprano
El HS.12Y fue un desarrollo del anterior HS.12X. El nuevo motor tenía bielas tipo master-rod (biela maestra) y link-rod articuladas de diseño tubular, fabricadas en acero al cromo-níquel con un diámetro de 150 mm y carrera de 170 mm, lo que le daba al HS.12Y una cilindrada de 36 l. Los cilindros de acero, con orificios nitrados, estaban ubicados mediante un anillo de sellado de acero especial en la cabeza y dos anillos de sellado de goma cuando se sujetaban al cárter.
El refrigerante del bloque de cilindros circulaba a través de un tubo externo a una conexión en las culatas, alimentando un tubo longitudinal perforado instalado en el interior de los bloques, lo que permitía la dispersión del refrigerante a los puntos más calientes dentro del motor. Al igual que en anteriores diseños de motores Hispano-Suiza, las lumbreras de escape para las culatas de los cilindros estaban espaciadas en disposición 1, 2, 2, 1, con lumbreras de entrada y salida en el lado exterior de los bloques.
Los pistones estaban forjados en aluminio con bajo coeficiente de expansión, mientras que el árbol de levas de seis tiros fue forjado en una sola pieza de acero al cromo-níquel que se apoyaba en ocho cojinetes con un amortiguador dinámico de vibración torsional en cada extremo. Cada cilindro individual se sirvió con una válvula de entrada y una válvula de salida, que fueron forjadas en acero al cromo-silicio hueco relleno de sodio. 
Una modificación temprana condujo al Hispano-Suiza 12Ycrs, con un eje de hélice hueco para permitir que un cañón automático Hispano-Suiza HS.404 cal. 20 mm disparara a través del buje de la hélice (combinación conocida como Moteur-Canon). Todas las versiones posteriores compartieron esta función. El HS.12Y era un motor de una sola etapa de modesta potencia, con engranaje reductor del tipo engranaje recto y un eje de hélice movido por cojinetes lisos con dos pistas de empuje con cojinetes de bolas.

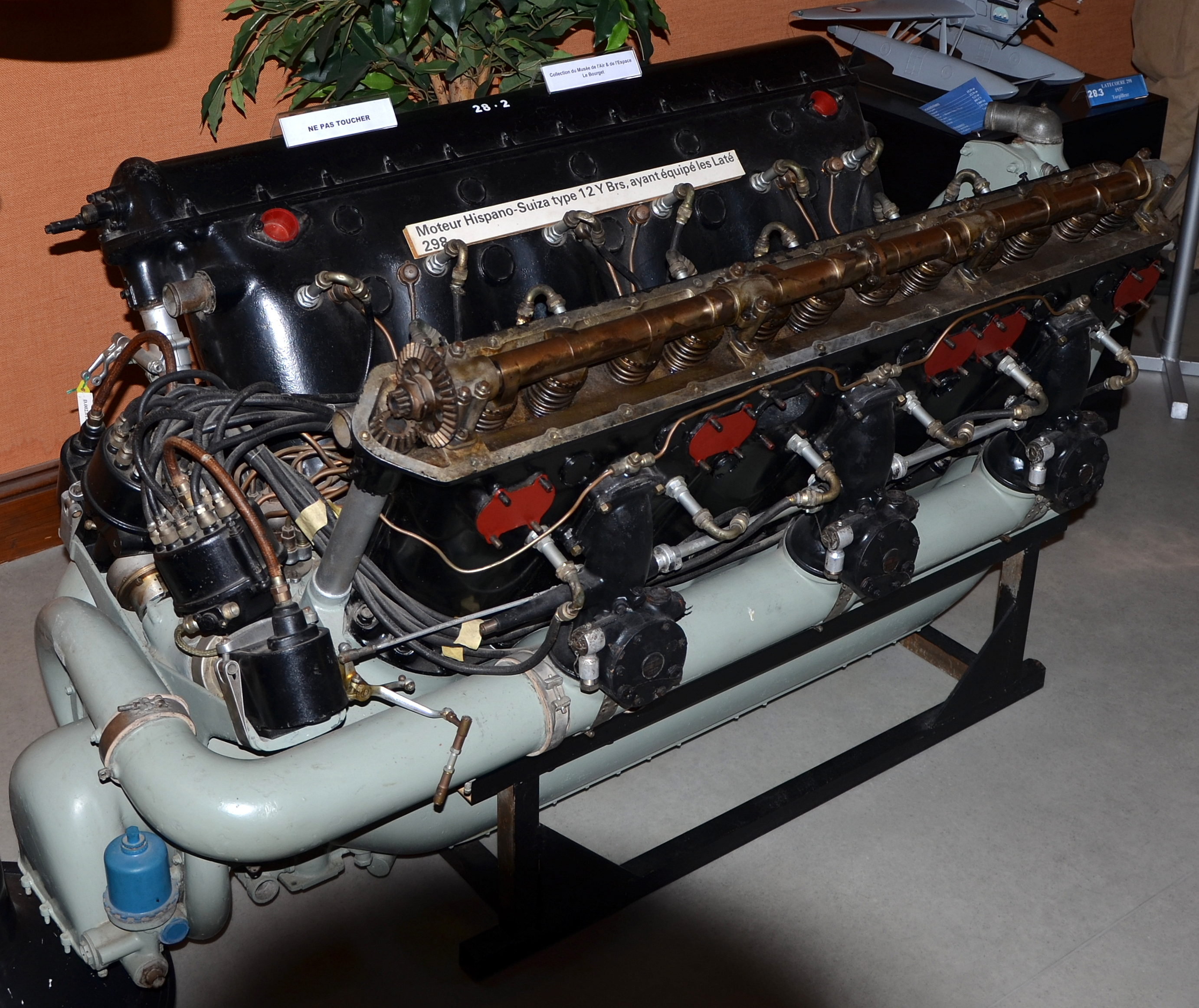
Moteur Hispano-Suiza 12Ybrs

Los primeros motores prototipo HS.12Y se construyeron en 1932, y casi de inmediato, toda la industria de la aviación francesa comenzó a diseñar aviones basados en él. En ese momento, el motor desarrollaba solo 760 hp (570 kW), aunque para la firma, era evidente que su desarrollo, tenía potencial para alcanzar la categoría de los 1000 hp (750 kW). El HS.12Ydrs fue la siguiente serie importante, con una clasificación básica de 836 hp (623 kW) al nivel del mar y una relación de compresión de 5,8:1.
En 1936 el Armée de l'Air cambió la nomenclatura de motores, por lo que la siguiente versión fue la Hispano-Suiza 12Y-21, que aumentaba la relación de compresión a 7:1, cuando funcionaba con gasolina de 100 octanos ; lo que aumentó la potencia a 867 hp (647 kW). A finales de 1936 y principios de 1937, las bielas se cambiaron a unas de sección transversal para crear el HS.12Y-31, aunque, se mantuvo la relación de compresión más baja de 5,8:1 y la potencia se incrementó solo ligeramente en el modelo HS.12Ydrs a 850 hp (630 kW) a 2400 rpm en el despegue, para un peso en seco de 490 kg; sin embargo, se convirtió en uno de los diseños de motor más utilizados de la época anterior a la guerra; en casi todos los prototipos y modelos de cazas franceses.
Variantes tardías
Un verdadero esfuerzo en 1938 por mejorar el rendimiento del motor dio como resultado el Hispano-Suiza 12Y-45, que utilizaba el sobrealimentador S39 H-3 codiseñado por los brillantes ingenieros André Planiol y Joseph Szydlowski en un intento por mejorar las prestaciones del motor a gran altura. Este novedoso compresor de admisión variable, gracias a unas paletas que variaban en inclinación, aún siendo más voluminoso que los modelos anteriores era mucho más eficiente que los mediocres modelos Solex-Hispano 56 S. Cuando se usaba con combustible de 100 octanos, el sobrealimentador aumentaba a 7:1 en el HS.12Y-21, aumentando la potencia a 900 hp (670 kW), que combinado con la hélice de velocidad constante Ratier, permitió que el caza Dewoitine D.520 actuara tan bien como los diseños alemanes y británicos contemporáneos.
Otra mejora en la sobrealimentación condujo al Hispano-Suiza 12Y-49, cuyo rendimiento mejoró de 850 hp (630 kW) al nivel del mar a 920 hp (690 kW) a poco más de 3000 m (10000 pies). Esta mejora en la potencia con la altitud era una característica común de la mayoría de los motores de la época, con el resultado de que el sobrealimentador "robaba" potencia a bajas altitudes sin aumentarla debido a la posibilidad de detonación.
La versión final principal fue el Hispano-Suiza 12Y-51 de 1085 hp (809 kW), que acababa de comenzar a producirse en el momento del armisticio con Alemania ; se diferenciaba del HS.12Ydrs por una mayor relación de compresión de 7:1, un peso en seco de 520 kg y una relación de transmisión del sobrealimentador de 10:1. El HS.Y12-51 usaba combustible de 100 octanos, lo que resultó en una potencia nominal máxima de 1084 hp a 2500 rpm y una potencia nominal de 986 hp a 3240 m. El HS.12Y-51 fue la primera versión (y última) que se acercó a los límites de rendimiento del motor, aunque la sobrealimentación de una sola etapa significaba que no podía competir con los diseños británicos y alemanes por encima de los 4600 m (15000 pies).

### Fabricación bajo licencia
Checoslovaquia
A principios de la década de 1930, la Checoslovaquia obtuvo los derechos para construir una versión con licencia del Hispano-Suiza 12Y. Los motores fueron producidos por Avia (Škoda) en Praga-Čakovice. El HS.12Y estaba destinado a convertirse en el motor estándar de todos los aviones militares checos. Tanto el HS.12Ycrs como el HS.12Ydrs se construyeron en grandes números y eran más conocidos por estos nombres que por cualquier designación checa. Las aeronaves propulsadas por estos motores incluían los cazas biplanos Avia B-34, Avia B-534, el bombardero ligero Avia B-71, los cazas monoplanos Avia B.35 y Avia B-135 y el también caza monoplano yugoslavo Rogožarski IK-3.
Suiza
También bajo licencia, en Suiza, se construyó y ensambló varias versiones diferentes del HS.12Ycrs básico para su uso en varios aviones; el biplano de reconocimiento EKW C-35, el avión de combate multiusos EKW C-36, el caza D-3800, copia ensamblada en Suiza del caza francés MS.406 propulsada con el Hispano-Suiza 12Y-31 de 860 hp y, la versión construida en Suiza del caza francés MS.412 designado Doflug D-3801. La compañía Adolph Saurer AG desarrolló aún más el motor Hispano-Suiza 12Y-51; después de la derrota de Francia Saurer AG lo desarrolló como el YS-2, que entró en producción limitada; se instaló en el EKW C-36 y Doflug D-3802. El YS-3 más desarrollado propulsó al prototipo Doflug D-3803.
Unión Soviética
En 1933, el ingeniero ruso especializado en motores aeronáuticos Vladimir Klimov, fue enviado a Francia para estudiar y obtener con éxito una licencia por doce años para la producción local del HS.12Ybrs. Se agregaron una serie de cambios de diseño para hacer frente a la operación en climas fríos, y el motor entró en producción en 1935 como Klimov M-100 con aproximadamente 750 hp (560 kW) a 2300 rpm. 
Una serie de continuas actualizaciones realizadas en la oficina de diseño de motores de aviación OKB-117 de la que fue nombrado ingeniero jefe en 1935 aumentaran las r. p. m. permitidas de las bastante bajas 2400 del HS.12Y a 2700, llegando así la potencia a 1100 hp (820 kW). El desarrollo (Klimov M-103) del diseño resultante, el Klimov M-105 se convirtió en uno de los principales diseños de motores soviéticos utilizados durante la guerra, impulsando a todos los cazas Yakovlev y otros prototipos, cazas y bombarderos soviéticos.

## Versiones
Datos tabulados de Lage 2004
| Modelo        | Año  | Compresión | Potencia (hp) | @ r. p. m. | Potencia T-O (hp) | Reducción de salida | Altitud óptima del sobrealimentador (m) | Peso (kg) | Cañón (s/n)   | Observaciones                                                     |
| ------------- | ---- | ---------- | ------------- | ---------- | ----------------- | ------------------- | --------------------------------------- | --------- | ------------- | ----------------------------------------------------------------- |
| 12Ybr 650 hp  | 1932 | 6.4        | 785           | 2200       | 785               | 1.5                 | 0                                       | 415       | no            | Potencia real: 650 hp (inferior a los 785 hp nominales)           |
| 12Ybrs        | 1934 | 5.8        | 860           | 2400       | 835               | 1.0625              | 4000                                    | 470       | si            |                                                                   |
| 12Ycrs        | 1934 | 5.8        | 860           | 2400       | 835               | 0.67:1              | 4000                                    | 470       | si            |                                                                   |
| 12Ygrs 650 hp | 1932 | 5.8        | 850           | 2400       | 800               | 1.5                 | 4000                                    | 430       | no            | Potencia real: 650 hp (inferior a los 850 hp nominales)           |
| 12Ydr         | 1934 | 6.4        | 800           | 2200       | 800               | 1.5                 | 0                                       | 440       | no            | Como 12Ybr, hélice de paso variable, giro a izda.                 |
| 12Ydrs        | 1934 | 5.8        | 860           | 2400       | 835               | 1.5                 | 4000                                    | 470       | no            | Como 12Ybrs, hélice de paso variable, giro a la izda.             |
| 12Ydrs1       | 1934 | 5.8        | 880           | 2400       | 890               | 1.5                 | 2400                                    | 470       | no            | Hélice de paso variable, giro a izda.                             |
| 12Ydrs2       | 1934 | 5.8        | 930           | 2400       | 992               | 1.5                 | 900                                     | 470       | no            | Hélice de paso variable, giro a la izda.                          |
| 12Yfrs        | 1934 | 5.8        | 860           | 2400       | 835               | 1.5                 | 4000                                    | 470       | no            | Como el 12Ydrs, girando a dcha.                                   |
| 12Yfrs1       | 1934 | 5.8        | 880           | 2400       | 890               | 1.5                 | 2400                                    | 470       | no            | Como el 12Ydrs1 con giro a la dcha.                               |
| 12Yfrs2       | 1934 | 5.8        | 930           | 2400       | 992               | 1.5                 | 900                                     | 470       | no            | Como el 12Ydrs, girando a la dcha.                                |
| 12Y-21        | 1935 | 7.0        | 910           | 2400       | 880               | 1.5                 | 3600                                    | 470       | no            |                                                                   |
| 12Y-25        | 1935 | 5.8        | 860           | 2400       | 943               | 1.5                 | 3600                                    |           | no            | Como el 12Ydrs; tiempo de encendido variable                      |
| 12Y-26        | 1935 | 5.8        | 900           | 2400       | 950               | 1.8                 | 850                                     | 483       |               | Rotación opuesta al 12Y-27                                        |
| 12Y-27        | 1935 | 5.8        | 900           | 2400       | 950               | 1.8                 | 850                                     | 483       |               | Rotación opuesta al 12Y-26                                        |
| 12Y-28        |      | 7.2        | 920           | 2400       | 910               | 0.67:1              | 3600                                    | 475       | si            | Rotación a la izquierda                                           |
| 12Y-29        |      | 7.2        | 920           | 2400       | 910               | 0.67:1              | 3600                                    | 475       | si            | Idéntico a 12Y-28 con rotación la dcha.                           |
| 12Y-30        | 1936 | 5.8        | 860           | 2400       | 830               | 0.67:1              | 3250                                    | 468       | si            | Bielas rediseñadas, rotación a la izda.                           |
| 12Y-31        | 1936 | 5.8        | 860           | 2400       | 830               | 0.67:1              | 3250                                    | 468       | si            | Idéntico al 12Y-30 con rotación a la dcha.                        |
| 12Y-32        | 1936 | 5.8        | 960           | 2400       | 955               | 0.67:1              | 2300                                    | 468       | si            | Bielas rediseñadas, rotación a la izqda.                          |
| 12Y-33        | 1936 | 5.8        | 960           | 2400       | 955               | 0.67:1              | 2300                                    | 468       | si            | Idéntico al 12Y-32 con rotación a la dcha.                        |
| 12Y-36        | 1936 | 7.0        | 960           | 2400       | 1050              | 0.55:1              | 1250                                    | 483       | si            | Rotación a la izqda.                                              |
| 12Y-37        | 1936 | 7.0        | 960           | 2400       | 1050              | 0.55:1              | 1250                                    | 483       | si            | Idéntico al 12Y-32 con rotación a la dcha.                        |
| 12Y-38        | 1936 | 7.0        | 1000          | 2400       |                   | 1.5                 | 3400                                    |           | no            | Rotación a la izqda.                                              |
| 12Y-39        | 1936 | 7.0        | 1000          | 2400       |                   | 1.5                 | 3400                                    |           | no            | Idéntico al 12Y-38 con rotación a la dcha.                        |
| 12Y-41        | 1936 | 7.0        | 920           | 2400       |                   | 0.67:1              | 3600                                    | 483       | si            |                                                                   |
| 12Y-45        |      | 7.0        | 920           | 2400       | 935               | 0.67:1              | 4200                                    |           | si            | Sobrealimentador Szydlowsky-Planiol                               |
| 12Y-47        | 1936 | 5.8        | 860           | 2400       | 830               | 0.67:1              | 3250                                    | 468       | si            |                                                                   |
| 12Y 49        |      | 7.0        | 910           | 2400       | 910               | 0.67:1              | 5250                                    |           | si            | Sobrealimentador Szydlowsky-Planiol; tiempo de encendido variable |
| 12Y-50        | 1939 | 7.0        | 1000          | 2500       | 1100              | 0.67:1              | 3260                                    | 492       | si            | Sobrealimentador Szydlowsky-Planiol, rotación a izqda.            |
| 12Y-51        | 1939 | 7.0        | 1000          | 2500       | 1100              | 0.67:1              | 3260                                    | 492       | si            | Idéntico al 12Y-50 con rotación a la dcha.                        |
| Modelo        | Año  | Compresión | Potencia (hp) | @ r. p. m. | Potencia T-O (hp) | Reducción de salida | Altitud óptima del sobrealimentador (m) | Peso (kg) | Cañón (si/no) | Observaciones                                                     |

## Versiones construidas bajo licencia
Checoslovaquia
Avia HS 12Y
Unión Soviética
Klimov M-100
Klimov M-103 1000 HP (746 kW)
Klimov M-103A 1100 HP (820 kW) a 2000 m (6561,7 pies)
Klimov M-104
Klimov M-105 1100 HP (820 kW) en el despegue
Klimov VK-107 1800 HP (1342 kW) en el despegue
Suiza
Hispano-Suiza HS-77
12Ycrs / 12Y-31

## Aplicaciones
- ANF Les Mureaux 113
- Aero A.104
- Amiot 110-S
- Amiot 143
- Arsenal VB-10
- Arsenal VG-30
- Arsenal-Delanne 10
- Avia 156
- Avia B.135
- Avia B-34
- Avia B.534
- Avia B.35
- Bernard 260
- Bernard 82
- Bloch MB.177
- Breguet 19
- Bréguet 270
- Bréguet 413
- Breguet 530 Saigon
- Caproni Ca.335
- D.3800/801/802/803
- Dewoitine D.500/510
- Dewoitine D.513
- Dewoitine D.520
- Dornier Do 22
- EKW C-35
- EKW C-36
- Fairey Fantôme
- Fairey Fox IV/VIR
- Farman NC.223.03
- Farman NC.2233
- Ikarus IK-2
- Latham 47
- Latécoère 298
- Latécoère 302
- Latécoère 380
- Latécoère 521
- Lioré et Olivier LeO 25
- Lioré et Olivier LeO H-47
- Loire-Nieuport 161
- Loire-Nieuport LN.401
- Morane-Saulnier MS.406
- Morane-Saulnier MS.475 Vanneau V
- Nieuport-Delage NiD-125
- Potez 230
- Potez 393
- Potez-CAMS 141
- Potez-CAMS 160
- Potez-CAMS 161
- Renard R.36
- Rogozarski IK-3
- Romano R.92
- SAB AB-80
- SNCAC NC.130
- SNCAC NC.150
- SNCAC NC.4-10
- SNCAO 200
- Wibault 366

## Propulsados por motor Klimov
- Arkhangelsky Ar-2
- Bartini DAR
- Beriev MBR-7
- Bolkhovitinov S-2M-103 Sparka
- Lavochkin-Gorbunov-Goudkov LaGG-1
- Lavochkin-Gorbunov-Goudkov LaGG-3
- Mörkö-Morane
- Petlyakov Pe-2
- Petlyakov Pe-3
- Petlyakov Pe-8
- Polikarpov I-17
- Tupolev SB
- Yakovlev Yak-1
- Yakovlev Yak-2
- Yakovlev Yak-3
- Yakovlev Yak-4
- Yakovlev Yak-7
- Yakovlev Yak-9
- Yermolayev Yer-2

## Especificaciones técnicas (12Ycrs)
Datos:
Características generales

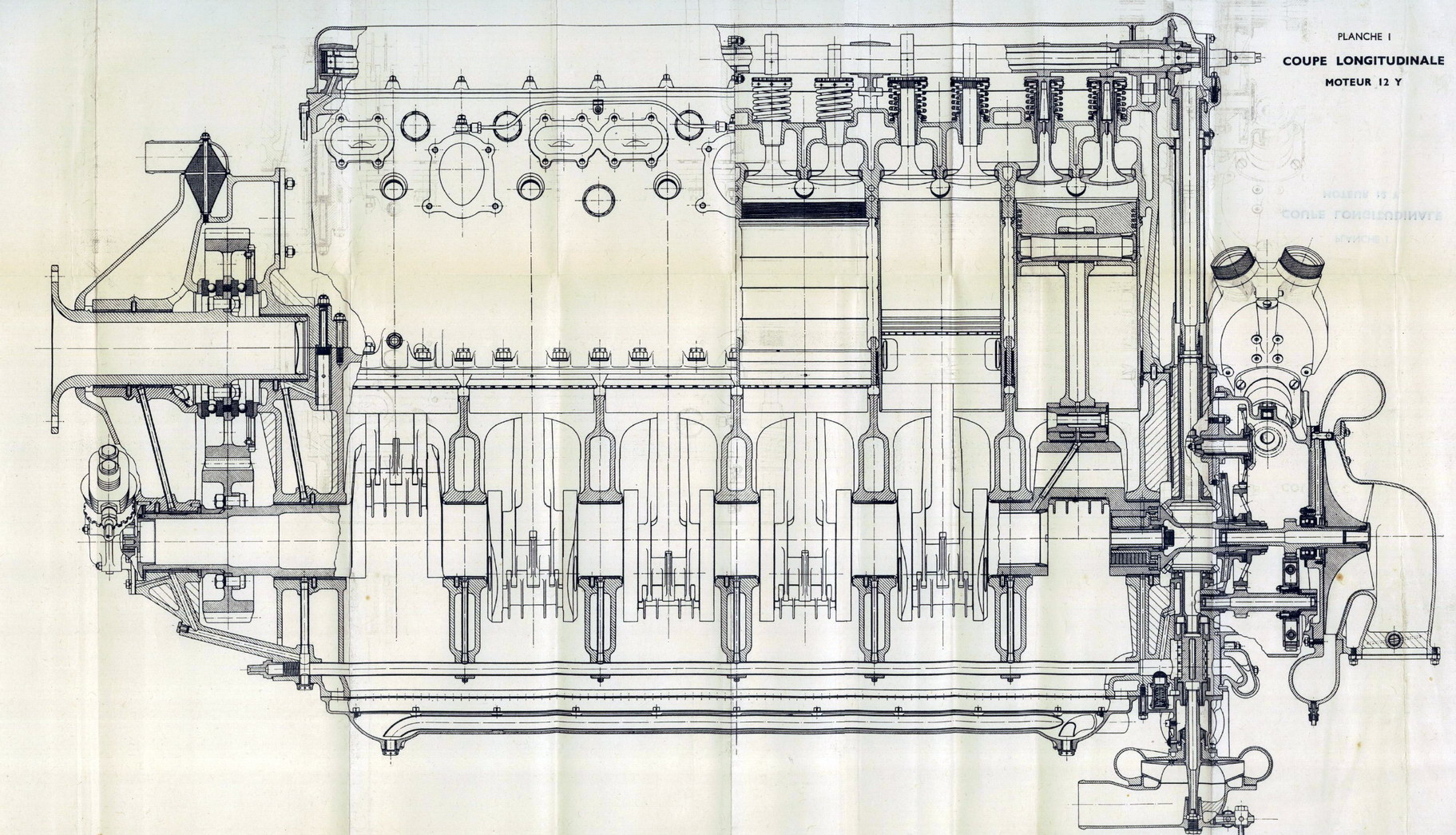
Corte longitudinal Hispano-Suiza 12Y del manual del constructor, 1935

- Tipo: Motor V12 doce cilindros a 60° sobrealimentado refrigerado por líquido
- Diámetro: 150 mm
- Carrera: 170 mm
- Cilindrada: 36,05 l
- Longitud: 1,722 m
- Ancho: 76,4 cm
- Altura: 93,5 cm
- Peso en seco: * 12Y-25: 475 kg / 12Y-45: 515 kg

Componentes
- Tren de válvulas: Válvula de admisión y válvula de escape llena de sodio por cilindro accionadas a través de un solo árbol de levas en cabeza por banco
- Sobrealimentador: Centrífugo de una sola velocidad accionado por engranajes, relación de transmisión de 10.0:1
- Sistema de combustible: Seis carburadores Solex-Hispano 56 SVC

Tipo de combustible:
- 12Y-25/-29: gasolina de 85/100 octanos
- 12Y-45/-49: gasolina de 92/100 octanos

Sistema de refrigeración: Presurizado, refrigerado por líquido: 600 l/min
- Engranaje de reducción: Spur, 2:3

Actuación
- Potencia de salida
- 12Y-25:810 CV (600 kW) (800 hp) a 2400 rpm para el despegue

920 CV (680 kW) (910 hp) a 2520 rpm a 3600 m (11800 pies)
- 12Y-45: 850 CV (630 kW) (840 hp) a 2400 rpm para el despegue

935 CV (688 kW) (922 hp) a 2520 rpm a 4200 m (13800 pies)
- Potencia específica: 17,08 kW/l
- Relación de compresión: 12Y-25: 7.2-1 / 12Y-45: 7-1
- Consumo específico de combustible: 328 g/(kW/h)
- Consumo de aceite: 11 g/(kW/h)
- Relación potencia a peso: 1,32 kW/kg